# Boeing KC-46 Pegasus
Boeing KC-46 Pegasus je dvomotorno letalo za prečrpavanje goriva v zraku (leteči tanker). Baziran na potniškem letalu Boeing 767. KC-46 je bil februarja 2011 razglašen kot zmagovalec razpisa KC-X. Nov tanker bo nasledil starejše KC-135 Stratotankerje. Prvih 18 letal bo dobavljenih do avgusta 2017.
USAF je hotela zamenjati 100 najstarejših KC-135E, ki so v uporabi več desetletij. Boeing je ponudil KC-767.USAF se je odločila za lizing 100 KC-767Potem so decembra 2003 preklical pogodbo, ker naj bi šlo za korupcijo.
Leta 2006 je USAF objavil nov razpis "KC-X". Boeing je ponudil KC-46 (767) in tudi tanker verzijo Boeing-a 777 (KC-777), Airbus s partnerjem Northrop Grumman pa Airbus A330 MRTT (KC-30), Rusi pa Antonov An-112.Pogodba bi obsegala okrog 180 letali in bi bila vredna okrog $ 40 milijard.KC-30 je sicer imel večjo kapaciteto goriva ali tovora kot KC-46.
KC-767 je uporabljal trup od 767-200ER, KC-46 pa od 767-200LRF (Long Range Freighter). Krilo, pristajalno podvozje in tovorna vrata izhajajo od 767-300F.

## Tehnične specifikacije
Podatki iz USAF KC-46A, Boeing KC-767, Boeing 767-200ER
Splošne karakteristike
- Posadka: 3 (2 pilota, 1 operater za prečrpavanja); 15 sedežev za drugo osebje
- Število sedežev: 114 sedežev, 18 463L palet, ali 58 nosil
- Tovor: 65000 lb (29500 kg)
- Dolžina: 165 ft 6 in (50,5 m)
- Razpon kril: 157 ft 8 in (48,1 m)
- Višina: 52 ft 1 in (15,9 m)
- Teža praznega letala: 181610 lb (82377 kg)
- Maks. vzletna teža: 415000 lb (188240 kg)
- Pogon letala: 2 × Pratt & Whitney PW4062 turbofan, 63300 lbf (282 kN) vsak
- Količina goriva: 212299 lb (96297 kg) 
Maksimalna količina prenešenega goriva: 207672 lb (94198 kg)

 Zmogljivost 
- Maks. hitrost: Mach 0,86 (570 mph, 915 km/h)
- Potovalna hitrost: Mach 0,80 (530 mph, 851 km/h)
- Doseg: 6385 nmi (12200 km)
- Višina leta: 40100 ft (12200 m)